# Веккольсайм
Веккольса́йм (фр. Weckolsheim) — коммуна на северо-востоке Франции в регионе Гранд-Эст (бывший Эльзас — Шампань — Арденны — Лотарингия), департамент Верхний Рейн, округ Кольмар — Рибовилле, кантон Энсисем. До марта 2015 года коммуна административно входила в состав упразднённого кантона Нёф-Бризак (округ Кольмар).
Площадь коммуны — 6,93 км², население — 567 человек (2006) с тенденцией к росту: 612 человек (2012), плотность населения — 88,3 чел/км².

## Население
Численность населения коммуны в 2011 году составляла 613 человек, а в 2012 году — 612 человек.
| 1962 | 1968 | 1975 | 1982 | 1990 | 1999 | 2006 | 2007 | 2008 | 2011 | 2012 |
| ---- | ---- | ---- | ---- | ---- | ---- | ---- | ---- | ---- | ---- | ---- |
| 200  | 184  | 179  | 197  | 252  | 362  | 567  | 596  | 610  | 613  | 612  |

Динамика населения:

## Экономика
В 2010 году из 417 человек трудоспособного возраста (от 15 до 64 лет) 339 были экономически активными, 78 — неактивными (показатель активности 81,3 %, в 1999 году — 78,1 %). Из 339 активных трудоспособных жителей работали 316 человек (173 мужчины и 143 женщины), 23 числились безработными (14 мужчин и 9 женщин). Среди 78 трудоспособных неактивных граждан 33 были учениками либо студентами, 23 — пенсионерами, а ещё 22 — были неактивны в силу других причин.
На протяжении 2011 года в коммуне числилось 217 облагаемых налогом домохозяйств, в которых проживало 611 человек. При этом медиана доходов составила 21899 евро на одного налогоплательщика.

## Достопримечательности (фотогалерея)
- Церковь
- Здание мэрии
- Канал Вобан